# Víctor Manuel Arias Casares
Víctor Manuel Arias Casares, més conegut com a Víctor Arias (Ponferrada, 28 de juny de 1967) és un exfutbolista lleonès, que ocupava la posició de migcampista.

## Trajectòria esportiva
Va militar a les files de la SD Compostela a principis de la dècada dels 90, tot aconseguint l'històric ascens dels gallecs el 1994. Amb el Compos a primera divisió, Víctor juga 13 partits de la temporada 94/95. A l'any següent retorna a la Segona, al planter del Deportivo Alavés, on disputaria 22 partits.
L'estiu de 1996 recala al CD Ourense, on es converteix un titular, tot sumant prop d'un centenar de partits amb els orensans abans de baixar a Segona B al final de la temporada 98/99.